# Ляпидевский, Николай Павлович
Николай Павлович Ляпидевский (1 февраля 1842, Москва — 10 февраля 1885) — русский юрист; исследователь проблем правовой науки.

## Биография
Родился в 1842 году в семье московского протоиерея. Учился в Московской духовной семинарии; в 1866 году окончил юридический факультет Московского университета со степенью кандидата прав. В 1866—1869 годах состоял на государственной службе в Особой канцелярии Виленского генерал-губернатора. В 1869—1871 годах готовился при Московском университете к профессорскому званию.
С 1872/1873 учебном году читал лекции о римских институциях на кафедре римского права Московского университета. Затем находился в двухлетней заграничной научной командировке. В 1875 году в Московском университете защитил магистерскую диссертацию по специальности государственное право на тему: «История нотариата». После защиты диссертации в 1876 году занял должность старшего помощника юрисконсульта при Военном министерстве. Заведовал отделом гражданского права в журнале «Юридический вестник» Московского юридического общества.
Скончался 10 февраля в 1885 года[по какому календарю?] в Меране (Мерано?).

## Научные интересы
Сферу научных интересов Н. П. Ляпидевского составляли проблемы истории государства и права.
Тематика магистерской диссертации не имела и не имеет до сегодняшнего дня в России себе равных (да и в мире в целом данная исследование принадлежит к числу очень не многих - редчайших исследований-изданий посвящённых исследованию такого вопроса как нотариат, исследуя его с самого истока зарождения и дальнейшей эволюции.
Ляпидевский не был единственным в истории российской юриспруденции кто занимался такой темой как история нотариата, однако он был по сути самым первым кто в 1875 году опубликовал первый том своего фундаментального труда по данной теме. Более поздние исследования по истории нотариата, такие как работа Фемелиди А. М. «Русский нотариат: История нотариата и действующее нотариальное положение» вышедшее в 1902 году, а также работа Плохотенко А. К. «Курс нотариата, с образцами, формами и законоположениями…» изданная в 1915 году не имели своей целью исследования истории нотариата, а лишь делали это частично, посвятив истории данного вопроса в первом случае около 77 страниц, а во втором около 5. С работой Ляпидевского данные работы не сравнимы, история нотариата лишь у Ляпидевского представлена в самой полной и панорамной форме. К сожалению был издан лишь первый том.
По замыслу Николая Ляпидевского данный труд должен был иметь продолжение и довести историю нотариата до конца 19 столетия, время когда сам Ляпидевский и жил, однако из за ранней смерти автора (Ляпидевский прожил только 43 года) данный уникальный труд в истории русской научной юриспруденции так и остался не законченным. Вышел только 1 том в виде магистерской диссертации.
В данной работе очень тщательно исследуется проблема возникновения нотариата с эпохи догосударственных сообществ, то есть эпохе первобытного строя с так называемого «устного нотариата» в эпоху отсутствия письменности как таковой.
В следующих главах Ляпидевский рассматривает историю развития нотариата начиная с древнеримского периода и заканчивая началом XV века. Работа посвящена исследованию нотариата как западному явлению и феномену. О регионах находящихся вне Европы речи не идёт.
Несомненной заслугой Н. П. Ляпидевского является обстоятельный анализ правовых идей И. Канта, которые российскими правоведами не были изучены на тот момент сколько-нибудь полно и всесторонне. Ляпидевский уделял первостепенное внимание раскрытию понимания И. Кантом права « как совокупности условий, при которых произвол одного лица совместно сосуществует с произволом другого по всеобщему закону свободы» и видел в этом в этом определении наиболее глубокое истинно философское обоснование права. Государственное право, подчёркивал Ляпидевский, у И. Канта проявляется в виде светлом, очищенном от всего узкого и исключительного. При этом, полагал Ляпидевский, для действительного понимания кантовской философии права необходимо обстоятельно усвоить его учение о свободе воли и нравственности.
Н. П. Ляпидевский раскрывает кантовское понимание соотношения свободы воли и права, обращая внимание на то, что, согласно И.Канту, воля является моральной в той мере, в какой она соответствует закономерному. Воля представляет собой практический разум. Однако разум не приводит человека к счастью, он способен лишь сделать волю средством к достижению счастья. Счастье же достигается тогда, когда цель-воля является доброй сама по себе, однако это бывает далеко не всегда. Разум не принуждает волю к добру, а только обязывает. Соответственно, добром может быть только та воля, которая исполняет свою обязанность.
Правило истинного доброго поступка, в свою очередь, ориентируется на добро, если оно имеет форму закономерного, способно сделаться всеобщим законом. Если правило поступка таково, что не может сделаться всеобщим законом, то такой поступок не является моральным.
Себялюбие не может приобретать форму всеобщего закона, а личная свобода есть не что иное, как произвол. Для ограничения такого произвола и существует право.
Большое значение Н. П. Ляпидевский придавал раскрытию кантовского понимания нравственности и нравственного закона, которое в кантовской доктрине права занимает центральное место и является необходимым условием сути этого учения.
Н. П. Ляпидевский соглашался с тезисом И. Канта о том, что право как ограничение произвола личности в своём содержании ориентируется на всеобщий закон свободы, который обязывает каждого подчиниться праву. Поэтому право предполагает в себе принуждение. Но принуждение не обязанность, а только власть, принуждение составляет границы права, которое кончается там, где принуждение делается невозможным. Право, ограниченное принуждением, понимается в узком смысле. Право же соединённое со справедливостью, есть право в широком смысле этого слова, проявляет себя как нравственный закон.
Нравственный закон должен исполняться не под принуждением, а исключительно из уважения к нему. Последнее условие становится достижимым тогда, когда закон осознаётся не внешним и чуждым для воли, а понимается так, как будто воля сама себе дала этот закон. Совпадение нравственности и нравственного закона составляет действительное законодательство. Таким образом вслед за И. Кантом Ляпидевский пришёл к выводу о том, что воля не даёт законы, но она сама составляет единую причину своих ограничений и, таким образом, является несвободной. Этот вывод, подчёркивал Н. П. Ляпидевский, И. Кантом был обоснован впервые и отличает его учение от всех предшествующих ему учений и доктрин о праве.